# ニュースクリップ
「ニュースクリップ」（Newsclip）は、タイのバンコクで発行されている日本語の新聞。2002年11月10日創刊。フリーペーパー情報誌。毎月10日、25日発行。公称16,000部 

## 概要
ニュースクリップ は、2002年10月に創業したバンコク ワッタナー区にあるネコス（タイランド）株式会社（NECOS (Thailand) Co., Ltd.,)が発行している総合情報紙。独自取材を行い、タイの政治・経済情報など総合情報を掲載。北部から南部まで国内の日系企業および個人宅6,000カ所に郵送しており、日系書店や､飲食店､ホテル､アパート､工業団地事務所など300カ所においてある。ウェブ上において、ニュースクリップ紙面版のデータ提供も行っている。
Data & Communique Express社の生活情報誌『ダコ（DACO）』を姉妹紙としており、『DACOグループ出版物の無料郵送サービス』を通じて両紙を同時送付している。
さらに、Web版である『ニュースクリップ・ビー（Newsclip.be）』、メールマガジン『メルタツ』、毎朝メール配信サービス『デイリークリップ（Dailyclip）』などの電子媒体サービスも提供している。
近年、取材記事に発展が見られ、2010年、反独裁民主同盟の騒乱に際し、在タイ日本国大使館メールサービスを通じて、バンコク週報ともに日本語情報源として紹介された。

## 所在地
バンコク ワッタナー区 クローントゥーイ・ヌア地区　スクムウィット通り 21 （ソイ・アソーク）32/33 シノタイ・タワー12階